# Nicolas Rémy
Nicolas Rémy, conosciuto anche come Nicolaus Remigius (Charmes (Vosgi), 1530 circa – 1612), è stato un magistrato, storico e scrittore francese.

## Biografia
Remy si laureò in Legge, probabilmente a Orléans, e per una ventina d'anni insegnò Diritto e Letteratura in vari collegi. Nel marzo del 1570 subentrò a uno zio materno come luogotenente del baliato dei Vosgi, stabilendosi per cinque anni a Mirecourt. Nel 1575 il duca Carlo III di Lorena lo convocò a Nancy in qualità di suo segretario privato e l'anno successivo lo promosse membro del tribunale ducale dei Rettori, la corte suprema di Nancy, presso il quale prestò servizio come giudice fino al 1591, anno in cui venne nominato procuratore generale del Ducato. Remy occupò questa carica fino al 1606. Nel 1583 era stato nominato membro del consiglio privato e nel 1584 il Duca lo aveva fatto signore di Rosière-en-Blois e di Breuil. Morì a Charmes nell'aprile del 1612.

## Nicolas Rémy scrittore
Nicolas Rémy è conosciuto principalmente per il suo trattato in tre libri su demoni, streghe e stregoni dal titolo Demonolatria, pubblicato a Lione nel 1595. 
Rémy prese parte alla compilazione del diritto consuetudinario della Lorena, pubblicato in volume nel 1596, e scrisse la storia del duca Renato II. Rémy scrisse inoltre un'elegia funebre per la morte del duca Carlo III.

## Nicolas Rémy inquisitore

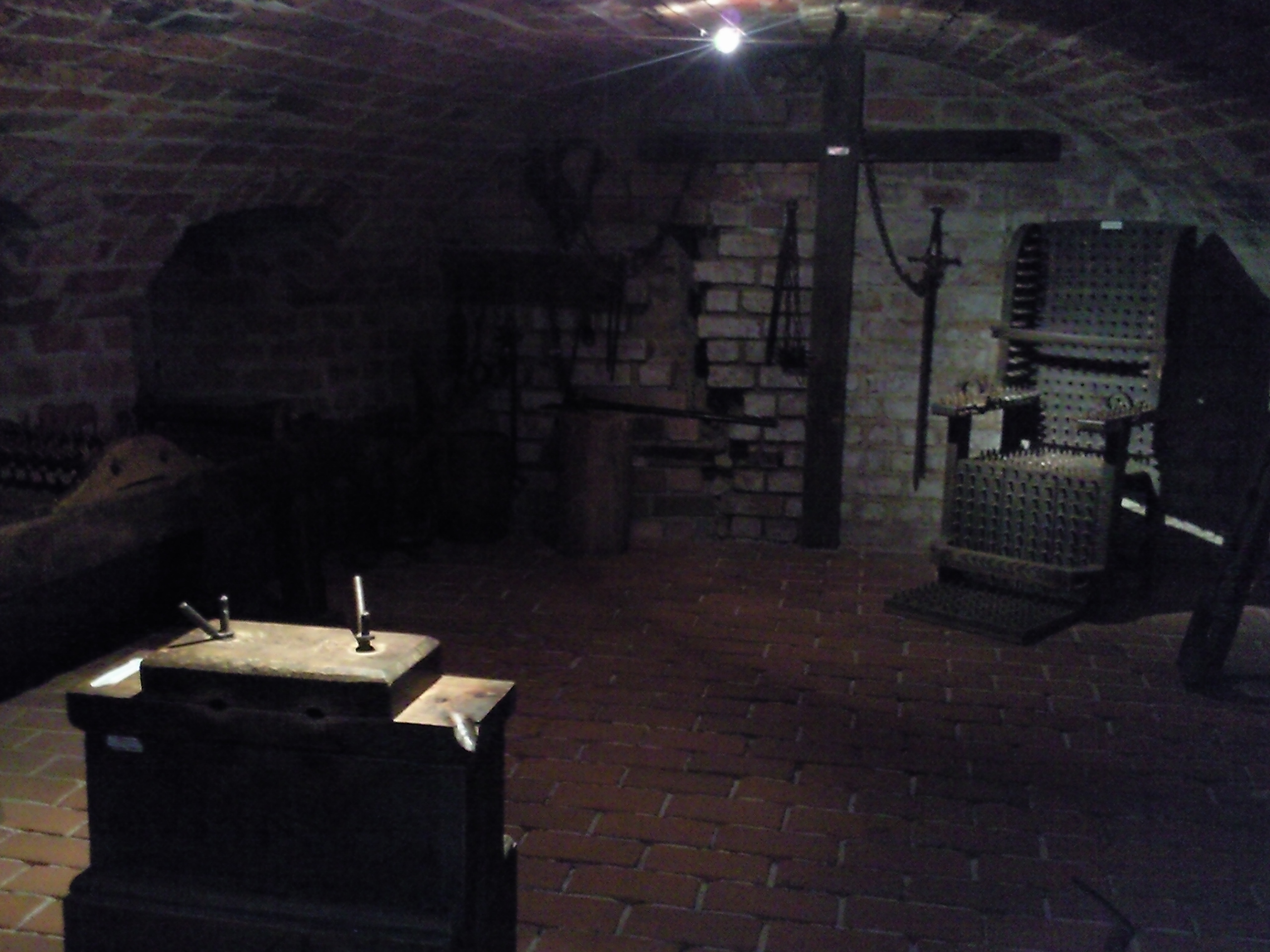
Camera delle torture a Penzlin.

Durante la sua carriera di magistrato, dal 1576 al 1606, Nicolas Rémy avrebbe condannato alla pena capitale 2.000 o forse addirittura 3.000 persone con l'accusa di essere delle streghe. Questo computo ha la sua fonte primaria nel trattato dello stesso Remy, dove in varie parti l'inquisitore si sofferma sul numero degli imputati per stregoneria che avrebbe mandato a morte. Per non citare che un esempio soltanto, nel primo libro della Demonolatria, al capitolo XXV, accingendosi a descrivere il sortilegio della grandine, Remy afferma di aver condannato al rogo, in qualità di giudice inquisitore, circa duecento persone trovate colpevoli di questo crimine diabolico. Più recentemente si è ipotizzato che il numero di 3.000 corrisponderebbe al totale delle streghe finite sotto processo in Lorena tra il 1580 e il 1630 (delle quali il 90% risultò colpevole); di queste, 2.000 sarebbero state processate dal Remy, che ne avrebbe condannate 900 tra il 1581 e il 1591. Altre stime hanno ridotto a 2.000 il numero complessivo delle streghe processate nella Lorena ducale e indicato un totale di 1.400 roghi.

## Opere
- Daemonolatreiae libri tres, ex judiciis Capitalibus nongentorum plus minus hominum qui sortilegii crimen intra annos quindecim in Lotharingia capite luerunt, Lione, 1595.
- Discours des Choses avenues en Lorraine, depuis le decès du Duc Nicolas en 1473 jusqu'à celui du Duc René II, apud Melchior Bernard, Pont-à-Mousson, 1605.
- Elegiae in laudem Caroli III, Lothar. Ducis., 1608.